# Erich Graf (Skeletonpilot)
Erich Graf ist ein früherer Schweizer Skeletonfahrer. 
Erich Grafs größter Erfolg war der Gewinn der Bronzemedaille  hinter Nico Baracchi und Andy Schmid bei der Europameisterschaft 1986 in St. Moritz. Zudem gehörte er zu den ersten Startern beim neugeschaffenen Skeleton-Weltcup in der zweiten Hälfte der 1980er Jahre. Schweizer Meisterschaften wurden erst gegen Ende seiner Karriere eingeführt, so dass Graf, nicht mehr auf dem Höhepunkt seines Leistungsvermögens, keine vordere Platzierung erreichen konnte.